# Новаки (Света Недеља)
Новаки (до 1991. године — Новаки Самоборски) су насељено место у саставу Града Света Недеља у Загребачкој жупанији, Хрватска.

## Историја
До територијалне реорганизације у Хрватској налазили су се у саставу старе загребачке приградске општине Самобор.

## Становништво
На попису становништва 2011. године, Новаки су имали 2.091 становника.

## Попис1991.
На попису становништва 1991. године, насељено место Новаки Самоборски је имало 1.434 становника, следећег националног састава:
| Попис 1991.‍   | Попис 1991.‍  | Попис 1991.‍ | Попис 1991.‍ | Попис 1991.‍ |
| ------------- | ------------ | ----------- | ----------- | ----------- |
|               |              |             |             |             |
| Хрвати        | Хрвати       |             | 1.334       | 93,02%      |
| Срби          | Срби         |             | 16          | 1,11%       |
| Југословени   | Југословени  |             | 3           | 0,20%       |
| Словенци      | Словенци     |             | 3           | 0,20%       |
| Мађари        | Мађари       |             | 2           | 0,13%       |
| Македонци     | Македонци    |             | 2           | 0,13%       |
| Муслимани     | Муслимани    |             | 2           | 0,13%       |
| неопредељени  | неопредељени |             | 16          | 1,11%       |
| регион. опр.  | регион. опр. |             | 1           | 0,06%       |
| непознато     | непознато    |             | 55          | 3,83%       |
| укупно: 1.434 |              |             |             |             |